# 鬼馬黃巴士
《鬼馬黃巴士》是一個兒童讀物系列，由作家Joanna Cole所寫。由一名行為古怪的小學老師—費老師(卷毛老师)（Ms. Frizzle），及其學生作為主要角色，她的課程是登上一架有魔法的校巴到各種不可能實地考察的地方，如太陽系、雲、過去。故事以費老師班上的一名無名學生作為第一人稱視角，班上的寵物蜥蜴—利茲（Liz）會隨著課堂一同實地考察。

## 沿革
Scholastic Co.的副總裁及高級編輯主任—Craig Walker表示，一開始的想法是結合科學的故事，與Joanna Cole和Bruce Degen接洽後產生這個系列。
Walker也說明，在他記憶中的實地考察和老師助長了他的靈感。
第一本書《在水世界（At the Waterworks）》 寫於1985年於接著的一年發佈。
Cole與Degen在2001年開始一個新系列名《費老師的冒險（Ms. Frizzle's Adventures）》，為教授社會課程，這系列有三本書。 Microsoft Home在1994開始出版魔法校車的教學軟體。

## 登場人物
在原版書中，費老師的班是大班，其中包括Tim、Arnold、Ralph（在後來的作品改為名Ralphie）、Dorothy Ann、Wanda、Phoebe、John、Carmen、Gregory、Amanda Jane、Florrie、Shirley、Michael、Phil、Molly、Rachel、Alex、Carlos和Keesha。Phoebe最初登場是1987的書—《 The Magic School Bus Inside the Earth》、而Carlos和Keesha是在1994的書《The Magic School Bus In the Time of Dinosaurs》。
而下列的人物為動畫版的登場人物

### 主要人物
在作品中的學校，有可能為3年級，在《觀星（Sees Stars）》中，慶祝Dorothy Ann的9歲生日，看可出作中學生為8至9歲。
費老師（Valerie Felicity Frizzle）（台譯佛老師）
一個古怪、充滿創意、思想極度前衛的小學老師，近乎無所不知也無所不能，即使面臨到幾乎可以致死的危險情況還是可以談笑自如，由其當面臨類似即將被某生物攻擊並吃掉之時，最常說的口頭禪就是「你知道嗎？這會是個最佳的機會去研究XXX的消化系統」，經常被國外許多DA畫家拿來與「超時空博士」裡的主角Dr.Who相提並論，座右銘就是「敢做、敢錯、不怕落魄(Take chances,make mistake,and get messy)」，即使學生有不對的行為或是舉動，卻不會做立刻指正的行為，而是假裝不知道的配合其錯，讓其學生以自行之力發現自己的錯誤，甚至有時候還會用捉弄的方式，似乎有非常優秀的角色扮演能力，在每一集結束以前都一定會說「就像我(或是任何人)經常說的：『(某諺語，有時候會自創)』」
莉芝（Liz）
佛老師的寵物，是一個蜥蜴，可說是佛老師的跟班
阿諾．馬修．Perlstein（Arnold Matthew Perlstein）
黃色頭髮、穿著條紋襯衫的戴眼鏡男性學生，是唯一班上討厭校外教學的學生，因為害怕校外教學時巴士會變小變大或是會遇到被什麼生物吃掉的經驗，但是一旦有學習體驗的時候，他是表現十分認真的，最喜歡石頭和顏色和熱可可也喜歡冷天氣，對這兩個都有比其他學生還更多的了解與研究，而且有著強烈的責任心和正義感，卻經常被他的表妹珍娜玩弄，口頭禪就是「我早知道應該待在家裡的」，跟亞裔學生王妲似乎有曖昧的感情關係
卡洛士．拉蒙（Carlos Ramon）
黑頭髮、藍色上衣的男性學生，極度積極的行動派，遇到事情會一股腦的親身去體驗只為了找出答案，但是往往因為缺乏思緒而變成在黑暗中摸索的情況，口頭禪就是會在不同的情況下說諧音冷笑話，讓全班學生噓他，跟班上的桃樂西安經常發生摩擦
多蘿西．安（Dorothy Ann）（台譯桃樂西安）
金髮，束著兩條辮子的女性學生，跟卡洛士相反的讀書派，做任何事情一定會經過讀書研究後才去做，口頭禪就是「根據我的研究指示」學識淵博，但是缺乏行動能力，而且經常擺出學院派的高架子姿態，讓全班同學有時感到反感，尤其與桃樂西安完全相反的行動派的卡洛士常發生衝突。
琪莎．富蘭克林（Keesha Franklin）
班上唯一的女性黑人學生，時常在許多集裡扮演著類似懷疑論者的角色，喜歡打破砂鍋問到底，常常比其他學生更能看見一些看不到的小細節問題，口頭禪是「喔糟了！喔糟了！喔糟了！糟了！糟了！糟了！」
菲比（Phoebe Terese）
棕紅色頭髮的女性學生，害羞內向而且膽小，非常喜歡小動物，但有時候會保護過度，是全班唯一的轉學生，口頭禪是「在我以前的學校裡，他們從來不讓我....」
拉爾菲（Ralphie Tennelli）
帶著鴨舌帽為其特徵的男性學生，跟卡洛士氣味相投，個性稍微懶散、喜愛說大話，對運動卻有比任何同學還大的專精和熱忱，口頭禪就是「是不是我搞錯了還是....」他的母親是個小兒科主治醫生
添．賈馬爾（Tim Jamal）（台譯提姆）
班上唯一的男性黑人學生，忠厚老實而且認真學習，可以說是全班學生所有個性加起來的平均，行動和學習力兼具，擅長紀錄與繪圖，似乎是班上唯一沒有口頭禪的
溫黛．李（Wanda Li）（台譯王妲）
班上唯一的亞裔女學生，個性活潑勇於嘗試，跟阿諾呈現完全相反的個性─急躁、經常枉下定論、喜歡刺激，但不喜歡冷天氣，也是著名歌星瑪莉‧克莉尤(Molly Cule)的粉絲，雖然跟阿諾的個性呈現如此大的對比，但是與其的互動卻非像桃樂西安之於卡洛士的摩擦較量，相反的，他們似乎甚至有著曖昧的感情關係，口頭禪是「我們該怎麼辦我們該怎麼辦我們該怎麼辦~」
珍妮特．Perlstein（Janet Perlstein）（台譯珍娜）
阿諾的表妹，個性上可以說是病態版的桃樂西安，極度聰明與博學多聞，卻毫不掩飾的狂妄自大，又極度輕視佛老師和佛老師的學生們，讓她幾乎成全班公敵。
巴士（The Bus）

### 其他人物

#### 家人
多蘿西的家人
多蘿西的媽媽
於其中兩個單元登場，束著馬尾。
伊娃（Eva）
多蘿西的妹妹，在《Out of This World》登場。
萬達．李的家人
李太
溫黛的媽媽。於其中三個單元登場。
威廉（William）
溫蒂的弟弟，嬰兒。
卡路士．拉蒙的親人
拉蒙先生
卡路士的爸爸，於《Going Batty》登場。他和其兒子一樣喜歡創作笑話，但其他家人就不喜歡（與像其他學生一樣）
麥奇．拉蒙（Mikey Ramon）
卡路的幼輩，坐著輪椅，是電腦和機械高手。與年長兩歲的卡路士感情很好，感情像兄弟一樣。
其他學生的親人
Mrs. Franklin
Keesha's的祖母，於《Going Batty》登場。
Dr. Tennelli
兒科醫生。
菲比的爸爸
Perlstein先生

### 其他
Cornelia C. ContraltoⅡ 教授
鎮上的聲音博物館館長兼擁有者。她很喜歡她的曾祖母Cornelia C. ContraltoⅠ 教授，其曾祖母是在聲學和振動的專家
Katrina Eloise "Murph" Murphy
費老師的堂姊妹，經營著Murph's回收工廠

## 書籍、商品列表

### 最初的系列
以下所顯示的為副標題。
1. 在水廠裡（At the Waterworks）
2. 地球內部（Inside the Earth）
3. 在人體裡（Inside the Human Body）
4. 迷失在太陽系（Lost in the Solar System）
5. 在海底上（On the Ocean Floor）
6. 在恐龍時代（In the Time of the Dinosaurs）
7. 颶風裡（Inside a Hurricane）
8. 於蜂巢中（Inside a Beehive）
9. 與電場一同旅行（And the Electric Field Trip）
10. 感官探索（Explores the Senses）
11. 和科學博覽會探險（And the Science Fair Expedition）
12. 與氣候挑戰（And the Climate Challenge）

### Chapter Books
以下所顯示的為副標題。
1. 關於蝙蝠的真相（The Truth About Bats）
2. 尋找失踪的骨骼（The Search for the Missing Bones）
3. 觀察野生的鯨魚（The Wild Whale Watch）
4. 太空探險家（Space Explorers）
5. 龍卷風騷亂（Twister Trouble）ISBN 978-0439204194
6. 偉大微生物（The Giant Germ）
7. 逃離巨型鯊魚（The Great Shark Escape）
8. 企鵝之謎（Penguin Puzzle）
9. 恐龍偵探（Dinosaur Detectives）
10. 遠征澳洲（Expedition Down Under）
11. 昆蟲侵略者（Insect Invaders）
12. 驚人的磁力（Amazing Magnetism）
13. 偵察北極熊（Polar Bear Patrol）
14. 雷暴（Electric Storm）
15. 火山遊記（Voyage to the Volcano）
16. 蝴蝶奮鬥（Butterfly Battle）
17. 瘋狂食物鏈（Food Chain Frenzy）
18. 魚的實地考察（The Fishy Field Trip）
19. 顏色的接力賽（Color Day Relay）
20. 岩石大道之行（Rocky Road Trip）

### Scholastic Reader Level 2
以下所顯示的為副標題。
1. 鬼馬黃巴士之體驗心臟（The Magic School Bus Has A Heart）
2. 鬼馬黃巴士之被蜘蛛網逮住（The Magic School Bus Gets Caught In a Web）
3. 鬼馬黃巴士之學會循環再造（The Magic School Bus Gets Recycled）
4. 鬼馬黃巴士與缺掉的牙齒（The Magic School Bus And the Missing Tooth）
5. 鬼馬黃巴士之對抗病菌（The Magic School Bus Fights Germs）
6. 變成蟹（Gets Crabby）
7. 變成蟲探索世界（The Magic School Bus Explores the World of Bugs）
8. 身處於暴風雨（The Magic School Bus Weathers the Storm）ISBN 978-0545086035
9. 最初的感恩節（The Magic School Bus At the First Thanksgiving）ISBN 978-0439899352
10. 北極探險（The Magic School Bus Arctic Adventure）
11. 於雪中迷失（The Magic School Bus Lost in Snow）
12. 與鯊冒險（The Magic School Bus and the Shark Adventure）
13. 建設自由神像（The Magic School Bus Builds the Statue of Liberty）
14. 在蝙蝠洞裡（The Magic School Bus in a Bat Cave）
15. 來到它的感官（The Magic School Bus Comes to It’s Senses）
16. 乘坐葉子（The Magic School Bus and the Wild Leaf Ride）ISBN 978-0439569880
17. 與蝴蝶群（The Magic School Bus and the Butterfly Bunch）
18. 在太空中旅行（The Magic School Bus Rides Into Space）
19. 隨風旅行（The Magic School Bus Rides the Wind）
20. 雨林中（The Magic School Bus in the Rain Forest）
21. 冬眠（The Magic School Bus Sleeps for the Winter）ISBN 978-0439569897
22. 探索動物世界（The Magic School Bus Explores the World of Animals）ISBN 978-0439226783
23. 救援：暴風雪（The Magic School Bus to the Rescue: Blizzard）ISBN 978-0439429399
24. 救援：森林大火（The Magic School Bus to the Rescue: Forest Fire）ISBN 978-0439429375
25. 救援：地震（The Magic School Bus to the Rescue: Earthquake）ISBN 978-0439429382
26. 救援：洪災（The Magic School Bus to the Rescue: Flash Flood）
27. 在你的口裡（The Magic School Bus Inside Your Mouth）
28. 探索海洋（The Magic School Bus Explores the Ocean）ISBN 978-0785327462
29. 逃離恐龍（The Magic School Bus Flies with Dinosaurs）ISBN 978-0439801065
30. 進行月球漫步（The Magic School Bus Takes a Moonwalk）ISBN 978-0439684002
31. 走出鳥巢（The Magic School Bus Flies From the Nest）ISBN 978-0439569910
32. 沖上太空（The Magic School Bus Blasts Into Space）

## 關於動畫
鬼馬黃巴士 是美國 星期六早晨 的一個TV動畫系列，是由Joanna Cole的同名作品改編。
根據一篇在Animation World Magazine中，由Annemarie Moody採取高級製片人—Deborah Forte的文章，內裡說出“It is notable for its use of celebrity talent and combining entertainment with an educational show”。

### 製作和播出
在1994年, Scholastic Studios 有了製作同名動畫的概念，並於1994年9月10日前播。
Forte說，把這書改編成動畫是一個給幫忙小孩得知科學是有趣的一個機會。在這段時間裡，Forte聽到很多老師和家長關心科學教育普及至女孩和少數民族。
每一集動畫長約23分鐘37秒。在美國，該節目最初在PBS播送，通過南卡羅來納州的SCETV電視網，它是PBS第一個全面播送的動畫系列。最後一集於12月6日播出，1997年播於完畢。
在1998年9月至2002年9月，於Fox電視網網重播。

## 關於遊戲
由Microsoft includes製作的教育軟件：

## 外部連結
- 官方網頁 （页面存档备份，存于）